# 육기검법
육기검법(六技劍法)은 1998년 전영식(田永植)에 의해 무예도보통지의 육기검법을 전수받은 것을 복원, 재현하여 현대인의 신체구조에 맞게 재창작한 대한민국의 대표적인 전통무예이다. 또 다른 명칭으로 동국검도(東國劍道)라고 하며 특허청의 상표법. 의장법에 의거하여 출원하여 등록, 보호되어 있는 무예이다.

## 수련내용
보법(步法)
- 체보(掣步), 퇴보(退步), 진보(進步), 퇴진보(退進步), 도보(跳步), 퇴도보(退跳步)

기본자세
- 중격(中擊), 중세(中洗), 표두격(豹頭擊), 견격(肩擊), 수격(手擊), 대좌세(大坐洗), 소좌세(小坐洗), 금계독립세(金鷄獨立勢), 요격세(腰擊勢), 종요세(縱腰洗), 역린자(逆鱗刺), 탄복자(坦腹刺), 조천세(朝天勢)

육기검법
- 무예도보통지 육기검법
  - 예도(銳刀), 쌍수도(雙手刀), 제독검(提督劍), 본국검(本國劍), 왜검(倭劍), 쌍검(雙劍)
- 신증육기검법(新增六技劍法)
  - 신증예도(新增銳刀), 신증쌍수도(新增雙手刀), 신증제독검(新增提督劍), 신증본국검(新增本國劍), 신증왜검(新增倭劍), 신증쌍검(新增雙劍)

동국검법(東國劍法)
- 육기검법 중 가장 위력이 있고 돌파력과 날카로운 검법만을 발췌한 총보(總譜)이다. 동국검법은 검법 중 마지막 수련단계이다.

실전 베기
- 육기검법의 세를 바탕으로 대나무, 볏짚 베기

격검(擊劍)
- 육기검법의 세를 바탕으로 약속 대련 무예

실전대련
- 상대의 신체 부위를 치고, 베고, 차는 실전호신술이며, 순발력, 교치성, 민첩성을 기르는 무예이다.

## 관련 도서
- 조선정조 시대의 무예도보통지(武藝圖譜通志) 에 관한연구(銳刀 중심으로)-전영식 석사논문
- 무예도보통지(武藝圖譜通志)의 본국검(本國劍)에 대한 세(勢) 분석과 기예 재현- 전영식 박사논문
- 무예도보통지 본국검의 세 종류에 관한 연구, 계명대 학교생활과학논집,pp47-62, 대학논문집,  2009-02-28
- 무예도보통지(武藝圖譜通志)의 육기검법(동국검도) 대경북스 출판사.2006. 5,10

## 관련기사
- 2006년 5월 20일 안동 MBC방송국 9시 뉴스 무예도보통지 육기검법(동국검도) 방송 취재
- 2008년 7월 11일 한국디지털뉴스, 전통무예(육기검법) 취재
- 2008년 12월 25일 안동신문 취재
- 2008년 12월 26일 Kbmaeil.com 뉴스 취재
- 2008년 12월 27일 안동인터넷 뉴스 취재
- 2009년 1월 22일 eeum 미디어 뉴스 취재
- 2009년 1월 20일 육기검법, 전통무예로 당당히 무예신문 취재
- 2009년 10월 15일 안동 MBC 문화재 발견 출현 및 시연회
- 2010년 11월 23일 안동 MBC 라디오 즐거운 오후 2시 총재 취재
- 2011년 3월 14일 육기검법(동국검도), 학술세미나 무예신문  취재
- 2011년 7월 6일 “사랑방책” 이달에 만난 사람 본 협회 특별 취재
- 2011.8, 29  육기검법(동국검도) 지도자 연수회 개최 무예신문 취재
- 2011.11 28 사교육절감형 창의적 경영학교 동아리 활동지원 일환(성희여고), 무예신문 취재

## 같이 보기
- 무예도보통지